# Сарнув (Опольське воєводство)
Сарнув (пол. Sarnów, нім. Sarnau) — село в Польщі, у гміні Бичина Ключборського повіту Опольського воєводства.
Населення — 271 особа (2011).
У 1975-1998 роках село належало до Опольського воєводства.

## Демографія
Демографічна структура станом на 31 березня 2011 року:
|          | Загалом | Допрацездатний вік | Працездатний вік | Постпрацездатний вік |
| -------- | ------- | ------------------ | ---------------- | -------------------- |
| Чоловіки | 132     | 36                 | 85               | 11                   |
| Жінки    | 139     | 33                 | 72               | 34                   |
| Разом    | 271     | 69                 | 157              | 45                   |